# قد منقط
قد منقط (الاسم العلمي: Cottus poecilopus) (بالإنجليزية: spotted sculpin)‏ هو نوع من الأسماك يتبع جنس القد من الفصيلة القديات.